# Уилкинсон, Джеймс
Это статья об американском генерале. О британском учёном см. статью Уилкинсон, Джеймс Харди
Джеймс Уилкинсон (англ. James Wilkinson; 24 марта 1757 — 28 декабря 1825) — командующий генерал Армии США в 1796—1798 и 1800—1812 годах. Первый губернатор территории Луизианы и Миссури (1805—1807). С 1787 года был платным агентом Испании.
В честь Джеймса Уилкинсона названы округа в штатах Джорджия и Миссисипи.

## Биография
Джеймс Уилкинсон родился на ферме в Мэриленде. Поскольку он был вторым сыном, никакого наследства ему не досталось. Но его финансовое положение улучшилось в 1778 году после женитьбы на Энн Биддл, девушке из очень богатой купеческой семьи из Филадельфии.
С 1775 года Уилкинсон участвовал в войне за независимость США под командованием Натаниэля Грина, Бенедикта Арнольда и Горацио Гейтса. Когда Гейтс и Арнольд победили под Саратогой в 1777 году, то Джеймс Уилкинсон вызвался отвезти Континентальному конгрессу сообщение об этой победе. Он привёз с собой также письмо Гейтса, в котором тот рекомендовал произвести полковника Уилкинсона в бригадные генералы. Так Уилкинсон в 20 лет стал генералом.
В конце 1777 года генерал Томас Конвей стремился устранить Джорджа Вашингтона с поста главнокомандующего армией и заменить его Гейтсом. Уилкинсон, который вёз письмо Гейтса Конвею, остановился у майора Стирлинга, после чего во время совместной попойки сообщил Стирлингу содержание письма. Стирлинг вытащил у спавшего Уилкинсона это письмо, скопировал его и поехал к Вашингтону, где и доложил о заговоре Конвея, приложив копию письма. В итоге Конвей был вынужден уйти в отставку.
Во время стоянки армии в Велли-Фордж назначенный генерал-казначеем (clothier-general) Уилкинсон отвечал за закупки обмундирования, провианта, дров и т. д. В 1781 году были выявлены его злоупотребления, и он был уволен из армии за «отсутствие способностей к военной службе».
В 1782 году Уилкинсон спекулировал землёй в Кентукки, в 1785 году он неудачно участвовал в выборах в законодательное собрание Вирджинии, выступая за отделение Кентукки от Вирджинии, но в 1786 году всё же был избран в законодательное собрание Вирджинии.
В августе 1787 года в Новом Орлеане, который тогда принадлежал Испании, Уилкинсон после задержания испанскими таможенниками поставил подпись под клятвой верности королю Испании и согласился передавать испанским властям в Луизиане и Флориде интересовавшую их информацию. Он стал посылать испанцам донесения о состоянии Кентукки, объяснял им, как можно манипулировать запретом или разрешением судоходства на Миссисипи.
В 1791 году Уилкинсон вернулся на военную службу. Ходили слухи, что Уилкинскон занимается шпионажем, шесть раз его вызывали на дуэль из-за этих подозрений, но каждый раз он отказывался от вызова.
Когда Луизиана в 1803 году перешла во владение США, Уилкинсона назначили её губернатором. 26 марта 1804 года один из членов городского совета Нового Орлеана подал Уилкинсону письмо от испанского губернатора Флориды. Рядом с Уилкинсоном при этом находились представитель президента США Клейборн, представитель территории Миссисипи Кларк и офицеры. Клейборн спросил, что это за письмо, и Уилкинсону пришлось вскрыть его при всех. В письме говорилось, что испанское правительство приветствует на территории Луизианы американские войска и лично Уилкинсона, а также надеется на дальнейшее тесное сотрудничество. К письму прилагался чек на 10 000 долларов. Уилкинсону удалось объяснить получение этой суммы уплатой долга за поставку партии табака во Флориду.
Летом 1804 года вице-президент США Аарон Берр рассказал Уилкинсону о своих планах завоевать испанские Техас, Калифорнию и Мексику (Новую Испанию). В 1806 году Уилкинсон явился к президенту США Джефферсону и сообщил ему, что Берр собирается отделить западные штаты от восточных, объявить там монархию, завоевать Мексику и сделаться королём. Берр был предан суду, на котором Уилкинсон выступал в качестве свидетеля. Однако Берр был оправдан. После этого сам Уилкинсон был предан суду, но также был оправдан.
Он стал командовать американскими войсками в Новом Орлеане, при этом с августа 1809 года по май 1810 года умерло 1113 его подчиненных (при том что общая численность армии США в то время составляла 3000 человек). В связи с этим его вновь предали суду, но опять оправдали.
В 1811 году Уилкинсона вновь судили, на этот раз по обвинению в том, что он использовал своих солдат для «выбивания» долгов, но он вновь был оправдан.
Во время англо-американской войны 1812-14 годов Уилкинсона повысили в звании до генерал-майора. Он без боя, путём переговоров, захватил испанский форт Шарлотта в Мобиле (Испанская Западная Флорида). Затем он был отозван на границу с Канадой, но после поражения в битве при Чэтэгуэй 26 октября 1813 года он поссорился с генералом Уэйдом Хэмптоном и ушёл в отставку.
Затем его вновь призвали на военную службу, но после поражения у Лэколл-Миллс 30 марта 1814 года его вновь уволили из армии.
В январе 1815 года Уилкинсона вновь судили, по обвинению в плохом управлении войсками. Обвинение утверждало, что он принимал все решения, будучи пьяным. Но Уилкинсон вновь был оправдан.
Уилкинсон стал плантатором в Луизиане. В 1816 году он выпустил мемуары, в которых всячески старался представить себя в выгодном свете. Ещё ранее он был назначен посланником в Мексику, где шла война за независимость от Испании.
В 1822 году он вошёл в министерский совет при мексиканском императоре Аугустино де Итурбиде в качестве советника. Вскоре он предложил Итурбиде разделить территорию Техас пополам и использовать часть её как колонию для ссылаемых из Европы и Южной Америки преступников. Он заявил, что готов стать губернатором этой неблагополучной части Техаса, и предлагал назвать её в честь императора — Итурбиде.
Из-за постоянного пьянства у Уилкинсона участились приступы подагры, и, чтобы облегчить боль, ему посоветовали жевать, а потом и курить листья коки. Затем он стал принимать опиум. К 1823 году Уилкинсон похудел на 17 кг и стал законченным наркоманом. Он умер в Мехико в 1825 году.
В 1898 году после захвата Пуэрто-Рико американцы получили доступ к архиву испанской колониальной администрации в Вест-Индии, где содержалась переписка за 1787—1804 годы с высокопоставленным американским чиновником, который именовался «агентом № 13». В 1908 году во время второй оккупации Кубы американцами из Гаваны были вывезены испанские архивы, в которых обнаружились ещё десять томов переписки, к одному из них прилагался личный дневник Джеймса Уилкинсона, охватывавший период с 1788 по 1801 год. Так Уилкинсон был посмертно разоблачён.